# Brian Farmer
Pour les articles homonymes, voir Farmer.
Frederick Brian Webb Farmer est un footballeur anglais né le 29 juillet 1933 à Wordsley (en) et mort le 1er juin 2014. Il joue au poste d'arrière droit durant sa carrière.

## Biographie
Brian Farmer est né à Wordsley (en) dans le Staffordshire, en 1933. Il rejoint le Birmingham City en 1950 comme amateur à l'âge de 17 ans. Il passe professionnel en 1954 et fait ses débuts en équipe première en 1956.
Farmer est principalement utilisé comme remplaçant lorsque Jeff Hall (en) ou Ken Green sont blessés ou en équipe nationale. Il devient titulaire régulier après le décès de Hall en 1959, mais perd sa place au profit du nouveau venu Stan Lynn (en) deux ans et demi plus tard.
Il joue 17 matchs en compétitions européennes, apparaissant dans les finales de la Coupe des villes de foires en 1960 et 1961.
Il dispute au total 118 matchs de première division anglaise.
Farmer quitte le club en 1962 et poursuit sa carrière en jouant 132 matchs de championnat pour Bournemouth & Boscombe Athletic, dont de nombreux matchs en tant que capitaine de l'équipe. Par la suite, il travaille comme recruteur pour Aston Villa et AFC Bournemouth.

## Palmarès
Birmingham City
- Coupe des villes de foires :
  - Finaliste : 1958-1960 et 1960-1961.